# يرجي يانوفيتز
يرجي يانوفيتز (بالبولندية: Jerzy Janowicz)‏ (ولد في 13 نوفمبر 1990، في لودز, بولندا). هو لاعب كرة مضرب محترف.